# Backyard Ultra

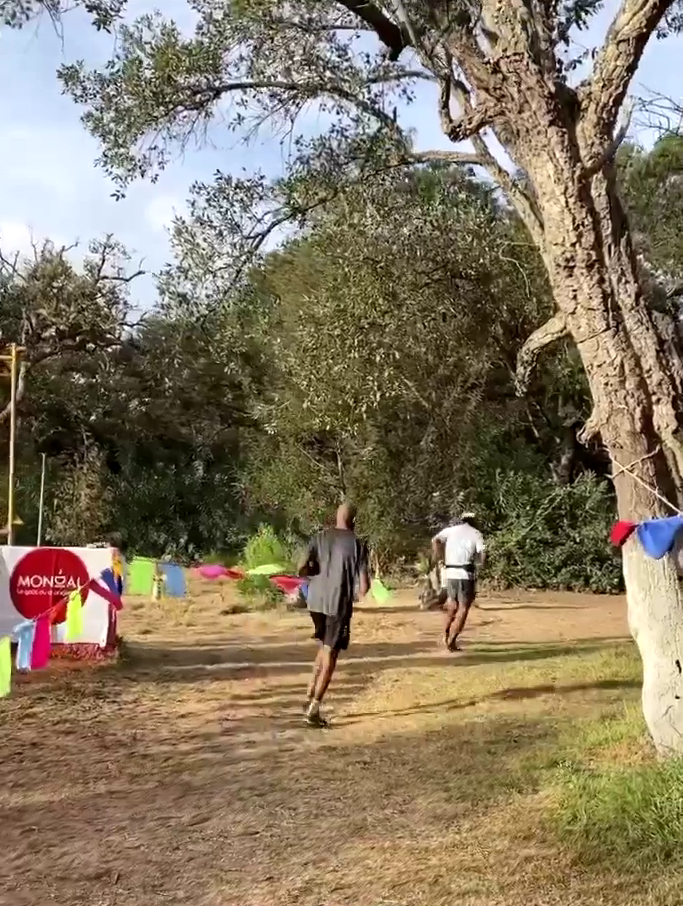
Die beiden verbliebenen Läufer in einem Backyard-Ultra-Wettbewerb (2023)

Der Backyard Ultra ist eine extreme Form des Langstreckenlaufs über eine unbeschränkte Zahl an Runden, bei dem eine Runde 4,167 Meilen (6,706 Kilometer) lang ist, und die Läufer jeweils genau eine Stunde Zeit haben, um je eine Runde zu laufen. Die Länge der Runde ist so gewählt, dass in 24 Stunden 100 Meilen zurückgelegt werden ({\displaystyle {\tfrac {100}{24}}} ≈ 4,167). Dies entspricht einer durchschnittlichen Pace von 8 Minuten und 56,8 Sekunden pro Kilometer. Im Unterschied zu üblichen Laufwettbewerben gewinnt nicht die Person mit der schnellsten Zeit – Sieger wird, wer nicht aufgibt.
Der Wettkampf fordert den Teilnehmern besondere physische und psychische Leistungsfähigkeit ab: Im Gegensatz zu anderen Wettläufen wissen Teilnehmer hierbei weder vorweg, welche Distanz insgesamt gelaufen werden muss, noch unterwegs, welche Strecke noch aussteht. Ein besserer Schlussrang im Wettkampf kann nur erreicht werden, indem andere Läufer aufgeben. Auf schnelle Läufer wirkt oft zermürbend, dass sie ihre Stärke nicht ausspielen können: Sie können keine langsameren Läufer abhängen – denn nach jeder erfolgreich absolvierten Runde herrscht Gleichstand mit den verbliebenen Läufern. Trotz der Ernsthaftigkeit des Wettbewerbs können dank der niedrigen Laufgeschwindigkeit auch untrainierte Anfänger teilnehmen.
Dieser Ultramarathon wurde von Gary Cantrell erfunden, der auch den Barkley Marathons veranstaltet. Auch wird die Quasi-Weltmeisterschaft im Backyard Ultra seit 2011 auf seinem Privatgrundstück in Bell Buckle, Tennessee, ausgetragen. Seit einigen Jahren gibt es in vielen Ländern Wettbewerbe, in denen man sich für die nationale Meisterschaft oder den internationalen Wettkampf qualifizieren kann.
Die Grundidee solcher Rennen ist wohl schon älter. Tausend Meilen in tausend Stunden beispielsweise soll Eugene Estoppey (1871–1943) im Jahre 1910 zurückgelegt haben.

## Regeln
Pünktlich zu jeder ganzen Stunde beginnt eine neue der 6706 Meter langen Runden. Die Runden werden so lange wiederholt, bis kein Läufer mehr die nächste Runde rechtzeitig antritt. Legt ein Läufer eine Runde in weniger als einer Stunde zurück, kann er die verbleibende Zeit nutzen, um sich zu verpflegen und zu erholen.
Als Sieger gilt, wer mindestens eine ganze Runde mehr zurückgelegt hat als jeder andere Teilnehmer. Beim jährlichen Lauf in Bell Buckle erhalten alle Läufer mit Ausnahme des Siegers schließlich ein did not finish.
Nach den in Schweden praktizierten Regeln können alle verbliebenen Läufer während derselben Runde aufgeben. Sieger ist dann, wer die vorherige Runde innerhalb der kürzesten Zeit gelaufen ist.
Weitere Regeln nach:
- Die Laufstrecke kann aus einer Runde bestehen, oder aus einer Hin-und-Zurück-Strecke mit Umkehrpunkt. Jeder Läufer, der sich nicht zum Startschuss im abgegrenzten Startbereich befindet, scheidet aus dem Rennen aus.
- Damit eine Runde zählt, muss sie vollständig und innerhalb einer Stunde zurückgelegt werden. Dies gilt auch für die letzte Runde: Geben alle anderen Läufer auf der Laufstrecke auf, muss der Sieger die aktuelle Runde nur noch innerhalb der Frist fertiglaufen. Wollen alle anderen Läufer die nächste Runde nicht mehr antreten, muss der Sieger noch eine ganze Runde alleine laufen.
- Drei, zwei und eine Minuten vor jedem Start ertönt ein Warnsignal.
- Außer für die Notdurft darf die Strecke erst nach vollendeter Runde verlassen werden. Persönliche Assistenten dürfen auf der Strecke keine Hilfe anbieten. Hilfsmittel wie Gehstöcke sind verboten.
- Langsamere Läufer müssen die schnelleren vorbeiziehen lassen.
- Die Anzahl Runden jedes Rennens ist unlimitiert.

## Training, Taktik und Schwierigkeiten
Bei Backyard Ultras treten vor allem zwei Probleme auf: Genügend Schlaf zu erhalten, und ein konsistentes Tempo zu laufen. Ein zu großes Lauftempo verbrennt die Reserven, während ein zu langsames Tempo keine ausreichenden Erholungspausen zulässt. Die erfolgreichsten Läufer weisen daher einen Pace von 10 bis 11 Minuten pro Meile (6,2 bis 6,8 Minuten/Kilometer) auf. Somit verbleiben pro Stunde zwischen 14½ und 18½ Minuten für die Pausen.
Nach Gary Cantrell gibt es keine spezifische, erfolgversprechende Vorbereitungsmethode. Viele Läufer üben mit kürzeren Laufstrecken pro Stunde, um sich an die Herausforderung zu gewöhnen. Ebenso muss man den „Boxenstopp“ perfektionieren – denn es ist oft nicht möglich, in der Pause zwischen zwei Runden mehrere Dinge (Schlafen, Essen, Trinken, Massieren, WC …) zu tun.
Nach dem Erfinder des Laufformates scheiden die meisten Teilnehmer nicht aus, weil sie für eine Runde zu viel Zeit benötigen, sondern weil die mentale Stärke, sich für eine weitere Runde zu entscheiden, nachlässt. Wenn ein Teilnehmer mit seinem Auftreten zugibt, unter Schmerzen oder Müdigkeit zu leiden, ermutigt dies die anderen Läufer, weil sie mit dessen Aufgabe rechnen.

## Rekorde

### Frauen
Die englische Ärztin Katie Wright war die erste Frau, die einen gemischten Wettbewerb gewonnen hat. Sie lief bei einem neuseeländischen Wettbewerb 30 Runden (rund 201 km) und ließ dabei sechs Frauen und 40 Männer hinter sich.
Courtney Dauwalter erzielte im Oktober 2020 im bekanntesten Rennen dieser Art, dem Big’s Backyard Ultra in Bell Buckle, einen neuen Frauen-Rekord von 68 Runden (rund 456 km).
Den aktuellen Rekord der Frauen (Stand Juni 2025) hält seit Oktober 2024 mit 87 Runden Meg Eckert, erzielt bei den Backyard Ultra World Team Championships in Tennessee (rund 583,42 km).

### Männer
John Stocker siegte beim ersten in England durchgeführten Backyard Ultra, dem Suffolk Backyard Ultra auf der Knettishall Heath im Juni 2021, bei Temperaturen bis 25 °C nach 81 Runden, insgesamt rund 543 km. Dabei lag er lange Zeit gleichauf mit einem anderen Teilnehmer, Matt Blackburn, der nach 80 Runden aufgab.
Beim Race of the Champions – Backyard Masters, das im Mai 2022 in Rettert im Rhein-Lahn-Kreis stattfand, wurde der Belgier Merijn Geerts Erster mit 90 Runden nach etwa 603,5 Kilometern bzw. 375 Meilen. Zweiter wurde der Ire Keith Russell mit 89 Runden.
Beim Big’s Backyard Ultra 2023 gewann der 47-jährige Harvey Lewis mit 108 Runden, was gut 724 km entspricht. Fünf andere Teilnehmer dieses Rennens erreichten eine Rundenanzahl von 100 oder mehr.
Am 24. Oktober 2024 schafften die Belgier Merijn Geerts, Ivo Steyaert und Frank Gielen in Retie (Belgien) 738 km in 4 Tagen und 14 Stunden.
Im Juni 2025 erhöhte Phil Gore den Rekord beim Dead Cow Gully in Australien auf 119 Runden (797,9 km).